# Association pour le patrimoine industriel de Champagne-Ardenne
 (novembre 2010).
L’Association pour le patrimoine industriel de Champagne-Ardenne (APIC) a été fondée le 22 septembre 1997 à la demande du recteur de l’Académie de Reims. Elle est reconnue par l’Éducation nationale. Cependant, sa dimension régionale en fait un partenaire privilégié pour les collectivités territoriales auxquelles elle apporte sa collaboration et son expertise.

## But
Elle a principalement pour but d'étudier, de faire connaître et de promouvoir le patrimoine industriel issu des XVIIIe, XIXe et XXe siècles en Champagne-Ardenne. Elle comprend actuellement quelque cent cinquante membres. L’association organise des colloques, des sorties et des voyages d’études. La recherche-action, en pédagogie est un des moyens qu’elle met en œuvre pour la connaissance et la diffusion du patrimoine industriel de Champagne-Ardenne et d'ailleurs (national, international).
L’un de ses objectifs est de constituer une bibliothèque du patrimoine industriel champenois, à l’attention des spécialistes et des amateurs.

## Publications
Les nombreux colloques organisés depuis 1998 ont ainsi permis la création d’une collection, les Cahiers de l’APIC, qui rassemblent les actes des colloques et des études monographiques. L’APIC a également participé à l’édition d’ouvrages sur le patrimoine industriel champenois. Il s’agit là d’un matériau de référence pour qui s’intéresse au sujet. Les productions de l’APIC sont publiées, sous la direction de Gracia Dorel-Ferré, et éditées par le Centre régional de documentation pédagogique de Reims, l'Université de Savoie-Mont-Blanc et des partenaires régionaux. Jusqu'en 2023 elles ont été inscrites au catalogue national du SCEREN (devenu CANOPÉ)  et ont pu connaître de ce fait une diffusion nationale et internationale.
Ce sont : 
- Le patrimoine industriel de l’agroalimentaire, en Champagne-Ardenne et ailleurs, Cahier de l’APIC, no 1, 2000 ;
- L’eau industrielle, l’eau industrieuse, Cahier de l’APIC, no 2, 2001 ;
- La cité-jardin, une histoire ancienne, une idée d’avenir, Cahier de l’APIC, no 3, 2003 ;
- Habiter l’industrie, hier, aujourd’hui, demain, Cahier de l’APIC, no 4, 2004 ;
- Le patrimoine des caves et des celliers, Cahier de l’APIC, no 5, 2006 ;
- Les arts du feu, Cahier de l’APIC, no 6, 2008 ;
- Patrimoines de l’industrie agroalimentaire. Paysages, usages, images, Cahier de l'APIC no 7, 2011 ;
- Le patrimoine industriel de Champagne-Ardenne. Diversité et destinées. L’inventaire en perspective, Cahier de l'APIC no 8, 2012 ;
- Patrimoines textiles de par le monde en Champagne-Ardenne et ailleurs, Cahier de l'APIC no 9, 2012 ;
- Guerre et Paix en Champagne-Ardenne et ailleurs (1914-2014) – Quels patrimoines ? Cahier de l'APIC no 10, 2015.

Et dans les Éditions de l'Université de Savoie-Mont-Blanc : 
- L’Oural métallurgique, histoire et patrimoine, Collection Patrimoine no 2, 2011 ;
- Les silos, un patrimoine à inventer, Collection Patrimoine no 4, 2014 ;
- Villages ouvriers et villes-usines à travers le monde, Collection Patrimoine no 6, 2016 ;
- Le patrimoine industriel dans tous ses états, un hommage à Louis Bergeron, pour les 20 ans de l'APIC, 2019.

Et dans les Éditions des partenaires régionaux : 
- Les mémoires de l’industrie en Champagne-Ardenne, Région Grand-est, Interbibly, APIC, Éditions LieuxDits, 2016 ;
- Patrimoines en tension, les paysages industriels ? Édition APIC, Ville de Troyes, 2023.

Auxquelles il faut ajouter un hors-série : 
- L’Atlas du patrimoine industriel de Champagne-Ardenne, 2005, qui rassemble les contributions d’une soixantaine de spécialistes et d’institutions culturelles.

L’APIC a publié au CRDP de Reims, en tant qu’éditions de proximité, les travaux de recherche de : 
- Delphine Henry, Chemin-Vert, l’œuvre d’éducation populaire dans une cité-jardin emblématique, hors-série de l’APIC, 2002
- Alain Coscia-Moranne, Reims, un laboratoire pour l’habitat, Études de l’APIC, no 1 2006,
- Philippe Delorme, Jules Rozet, un grand patron de Champagne-Ardenne, Études de l'APIC, no 2, 2008

L’APIC a contribué à la publication d’ouvrages en collaboration avec le service régional de l’Inventaire : 
- Les Indicateurs du patrimoine industriel de l’Aube ;
- Les Indicateurs du patrimoine industriel de la Marne ;
- Les Indicateurs du patrimoine industriel des Ardennes.

Et avec les Éditions Picard, dans la collection Patrons du Second Empire, sous la direction de Dominique Barjot : 
- Gracia Dorel-Ferré et Denis McKee, Les Patrons de Champagne-Ardenne sous le Second Empire, 2006.

En complément à la constitution d’une documentation de base, l’APIC organise des sorties à destination des enseignants et du grand public. À cette fin, elle a élaboré une carte des sites du patrimoine industriel de la Marne. Ces sites sont présentés (avec d’autres) dans le cadre des mercredis du patrimoine : la cité de Chemin vert, les Crayères de Reims, De Castellane à Épernay, les caves Pommery, les fours à chaux de Soulanges, la faïencerie de Vitry, la verrerie Saint Gobain à Oiry et un parcours sur l’habitat social dans Reims, etc. La formule est rapidement étendue aux autres départements de la Région.
La mise en perspective du patrimoine industriel champenois est également une des préoccupations de l’APIC : tous les colloques sont à dimension à la fois régionale et mondiale. La métallurgie étant encore aujourd’hui une activité essentielle pour la Région, une démarche comparative a été mise en place depuis une dizaine d’années, qui permet un échange pédagogique entre les classes volontaires de Champagne-Ardenne et des classes francophones d’Ekaterinbourg (Oural, Russie), ainsi que l’accueil et la formation des enseignants russes chargés de cet échange.
L’APIC est membre du CILAC (association pour le patrimoine industriel en France) et de TICCIH (l’association internationale pour le patrimoine industriel, consultante pour l’UNESCO). À ce titre, elle a organisé les troisièmes rencontres de la section thématique textile de TICCIH (Sedan-Mouzon, 2007) et les premières de la section agroalimentaire (Reims, 2007). L’association, en tant que telle, est sollicitée pour faire partie de comités scientifiques de colloques internationaux (Cordoba, Argentine, 2009 ; Ekaterinbourg, Oural, 2010)